# Philipp Bargfrede
Philipp Bargfrede (Zeven, Alemania Occidental, 3 de marzo de 1989) es un exfutbolista alemán. Jugaba de centrocampista.

## Trayectoria
Bargfrede entró a las inferiores del Werder Bremen en 2004 proveniente del TuS Heeslingen, y desde 2007 ya formaba parte del Werder Bremen II, equipo reserva del club. Firmó su primer contrato con el primer equipo del Bremen en julio de 2008, y debutó en la 1. Bundesliga el 8 de agosto de 2009 en la derrota por 3-2 ante el Eintracht Fráncfort. Renovó su contrato con el club en marzo de 2018, luego de jugar más de 150 encuentros para el equipo de Bremen. Este nuevo contrato incluía acuerdos para mantener al jugador en el equipo hasta su retiro. Quedó libre una vez este expiró al término de la temporada 2019-20, aunque en el mes de octubre regresó para jugar en el filial.

## Selección nacional
Fue internacional con la selección de Alemania sub-21 entre 2009 y 2010.

## Estadísticas
Actualizado al último partido disputado el 19 de mayo de 2023.
| Werder Bremen II · Alemania                                                                                                 | 4.ª           | 2007-08       | 4   | 0  | —  | — | —  | — | 4   | 0  |
| Werder Bremen II · Alemania                                                                                                 | 3.ª           | 2008-09       | 15  | 1  | —  | — | —  | — | 15  | 1  |
| Werder Bremen · Alemania | 1.ª           | 2009-10       | 23  | 0  | 5  | 0 | 7  | 0 | 35  | 0  |
| Werder Bremen · Alemania | 1.ª           | 2010-11       | 28  | 0  | 2  | 0 | 8  | 0 | 38  | 0  |
| Werder Bremen · Alemania | 1.ª           | 2011-12       | 23  | 0  | 1  | 0 | —  | — | 24  | 0  |
| Werder Bremen · Alemania | 1.ª           | 2012-13       | 13  | 0  | 1  | 0 | —  | — | 14  | 0  |
| Werder Bremen · Alemania | 1.ª           | 2013-14       | 20  | 3  | 0  | 0 | —  | — | 20  | 3  |
| Werder Bremen · Alemania | 1.ª           | 2014-15       | 16  | 1  | 0  | 0 | —  | — | 16  | 1  |
| Werder Bremen · Alemania | 1.ª           | 2015-16       | 14  | 0  | 3  | 0 | —  | — | 17  | 0  |
| Werder Bremen · Alemania | 1.ª           | 2016-17       | 11  | 1  | 0  | 0 | —  | — | 11  | 1  |
| Werder Bremen · Alemania | 1.ª           | 2017-18       | 27  | 1  | 3  | 1 | —  | — | 30  | 2  |
| Werder Bremen · Alemania | 1.ª           | 2018-19       | 15  | 0  | 2  | 1 | —  | — | 17  | 1  |
| Werder Bremen · Alemania | 1.ª           | 2019-20       | 16  | 0  | 1  | 0 | —  | — | 17  | 0  |
| Werder Bremen · Alemania | 1.ª           | 2020-21       | 1   | 0  | 1  | 0 | —  | — | 2   | 0  |
| Werder Bremen · Alemania | Total club    | Total club    | 207 | 6  | 19 | 2 | 15 | 0 | 241 | 8  |
| Werder Bremen II · Alemania                                                                                                 | 4.ª           | 2021-22       | 18  | 1  | —  | — | —  | — | 18  | 1  |
| Werder Bremen II · Alemania                                                                                                 | 4.ª           | 2022-23       | 27  | 6  | —  | — | —  | — | 27  | 6  |
| Werder Bremen II · Alemania                                                                                                 | Total club    | Total club    | 64  | 8  | 0  | 0 | 0  | 0 | 64  | 8  |
| Total carrera | Total carrera | Total carrera | 271 | 14 | 19 | 2 | 15 | 0 | 305 | 16 |
| (1) Incluye datos de la Copa de Alemania. (2) Incluye datos de la Liga Europa de la UEFA y la Liga de Campeones de la UEFA. |               |               |     |    |    |   |    |   |     |    |

## Vida personal
Su padre Hans-Jürgen Bargfrede fue futbolista profesional.